# Darío Echandía
Darío Echandía Olaya, né le 13 octobre 1897 à Chaparral et mort le 7 mai 1989 à Ibagué, est un avocat, philosophe et homme politique colombien, membre du Parti libéral. Il fut président de la République de Colombie par intérim du 19 novembre 1943 au 16 mai 1944, en tant que vice-président (Primer Designado) du président Alfonso López Pumarejo lorsque celui-ci se retira en raison de l'état de santé de son épouse.